# Bartolomeo Cipolla

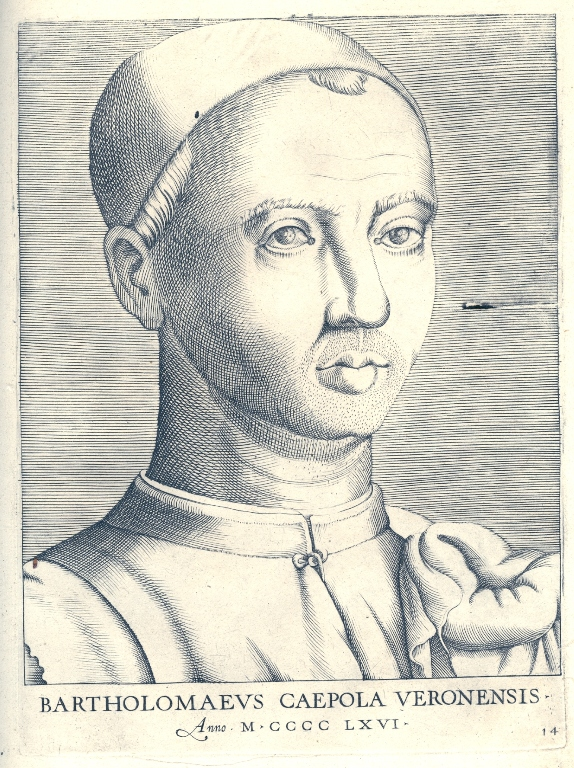
Retrato de Bartolomeo Cipolla

Bartolomeo Cipolla (Verona, circa 1420 - Padua, 10 u 11 de mayo de 1475) fue un jurista y diplomático italiano, entre los más importantes y más largamente republicados a lo largo de la historia, embajador de la Serenísima República de Venecia en el siglo XV.

## Vida

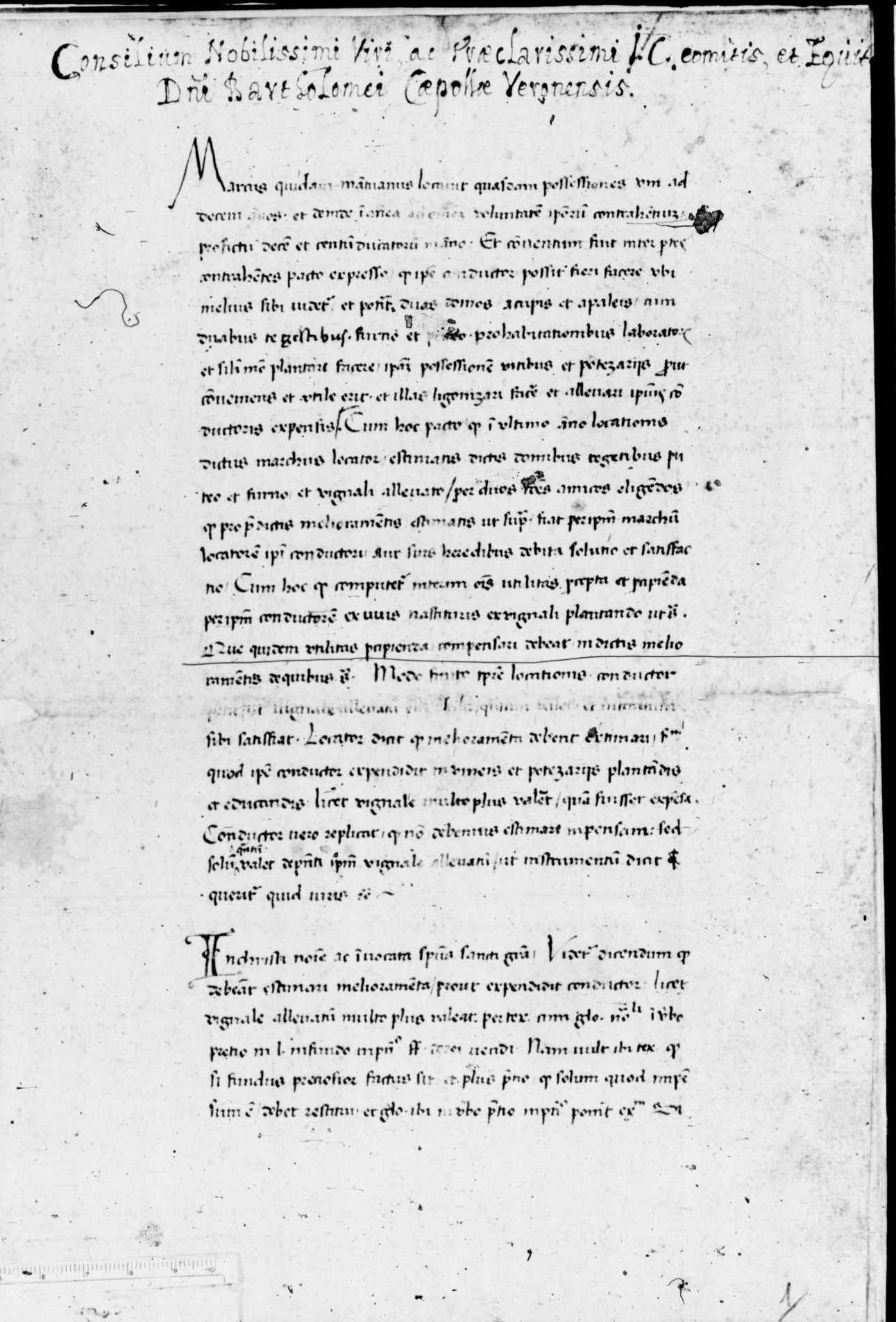
Consilium manuscrito, 1472. Biblioteca Comunale di Verona

Provenía de una noble familia de Verona, formada por Michele y Caterina Giuliari. Frecuentó la universidad de Bolonia, donde tuvo por maestros a los civilistas Floriano da San Pietro y Angelo Gambiglioni, y al canonista Giovanni d'Anania. Enseguida marchó a la de Padua, donde profundizó en el estudio del derecho civil, canónico y feudal bajo la guía de Paolo di Castro, Francesco Capodilista y Iacopo Algarotti, y se laureó in utroque (esto es, en ambos derechos civil y canónico) el 21 de abril de 1445. Continuó en esta Universidad como docente, llegando a ser no poco renombrado. Aunque estuvo un breve tiempo en el Studio de Ferrara, pronto volvió a Verona, donde dio clases privadamente desde 1457. En 1459 enseñaba en Padua con un sueldo de 100 florines. Tras muchas peleas con otros profesores, obtuvo al fin la cátedra principal de derecho civil en Padua en 1474. Pero falleció el diez u once de mayo al año siguiente.

Consilia criminalia, 1555

Protagonista del humanismo jurídico, fue titular de la cátedra de derecho civil en el celebérrimo Studium Patavino. Como teórico del Derecho, fue autor de un tratado sobre las interpretaciones y epiqueyas de las leyes (De interpretatione legis extensiva).
Atento a la práctica forense, fue consciente de las divergencias existentes entre los principios abstractos del derecho y los actos cotidianos, y escribió al respecto unas famosas Cautelae donde reunió un conjunto de prácticas útiles en materia penal y civil para abogados, jueces y notarios. Su Tractatus sulle servitù prediali urbane e rustiche (Roma y Perugia, 1473-1474) se reimprimió continuamente hasta incluso todo el siglo XIX, revelando así su sensibilidad para las aplicaciones prácticas del derecho.
Asumió un importante papel en la redacción de los estatutos de 1450 de su ciudad adoptiva, Padua. Fue además legado del común en numerosas ocasiones de la ciudad de Verona. En 1470 el emperador Federico III lo nombró caballero y conde palatino y en 1471 fue embajador de la Serenísima república de Venecia en la dieta imperial que tuvo lugar ese año en Ratisbona, ante la amenaza otomana en Istria y Negroponte.
Fue de hecho uno de los mayores juristas de su época, y sus trabajos están imbuidos de un gran valor histórico y científico.